# 미선이
미선이는 루시드 폴, 김정현, 이준관 3명 및 객원래퍼인 김정찬 (a.k.a. ironman, deadbeat) 등으로 구성된 모던 록 밴드이다. 1997년 결성되었고, 멤버들의 탈퇴와 군입대 문제 및 유학으로 인해 2001년 잠시 활동을 접었으나, 2008년 Grand Mint Festival (GMF)을 계기로 다시 활동을 재개하였다. 단 한장의 앨범을 발표했으나 언니네이발관 등과 함께 90년대말 한국 인디계의 선두주자급이었으며, 이 데뷔앨범은 한국대중음악 명반 100선에 이름을 올린다. 특히 '송시'가 90년대 젊은이들의 송가로 꼽히기도 했다.

## 발표곡

### 정규 앨범
- 1998년 10월, 《Drifting》

### 비정규 앨범
- 2001년 1월, 《Drifting Again 1.5》

### 컴필레이션
- 1999년 4월, 《Open The Door》. ROCK RECORDS

2. 파노라마

## 같이 보기
- 루시드 폴